# 德格湖
德格湖（Lough Derg）是愛爾蘭的一座湖泊，位於戈尔韦郡、克萊爾郡與蒂珀雷里郡三郡的交界處，面積130平方公里，是愛爾蘭島的第三大湖（若將厄恩湖算作一個湖泊則為第四大湖）。

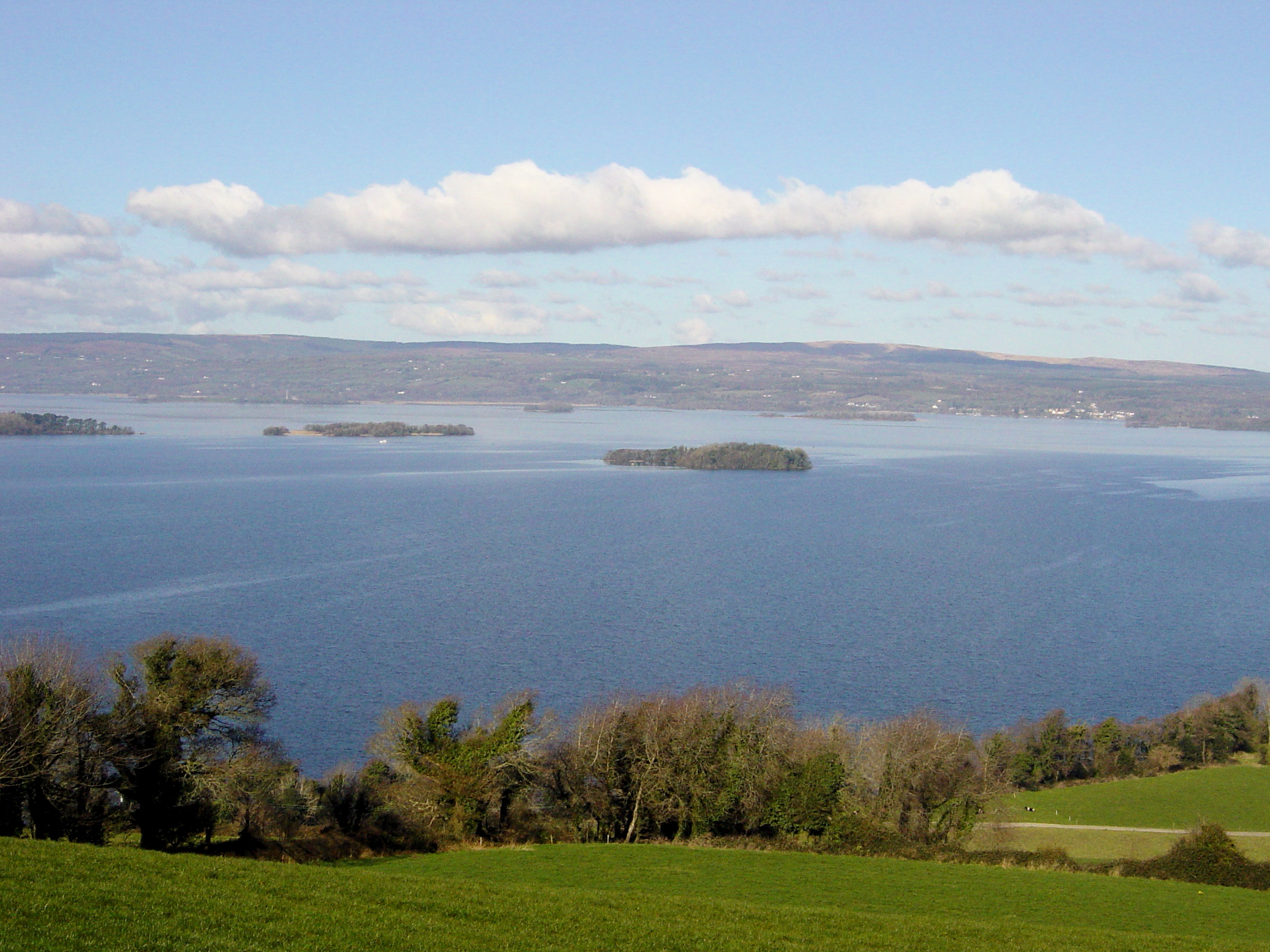
德格湖

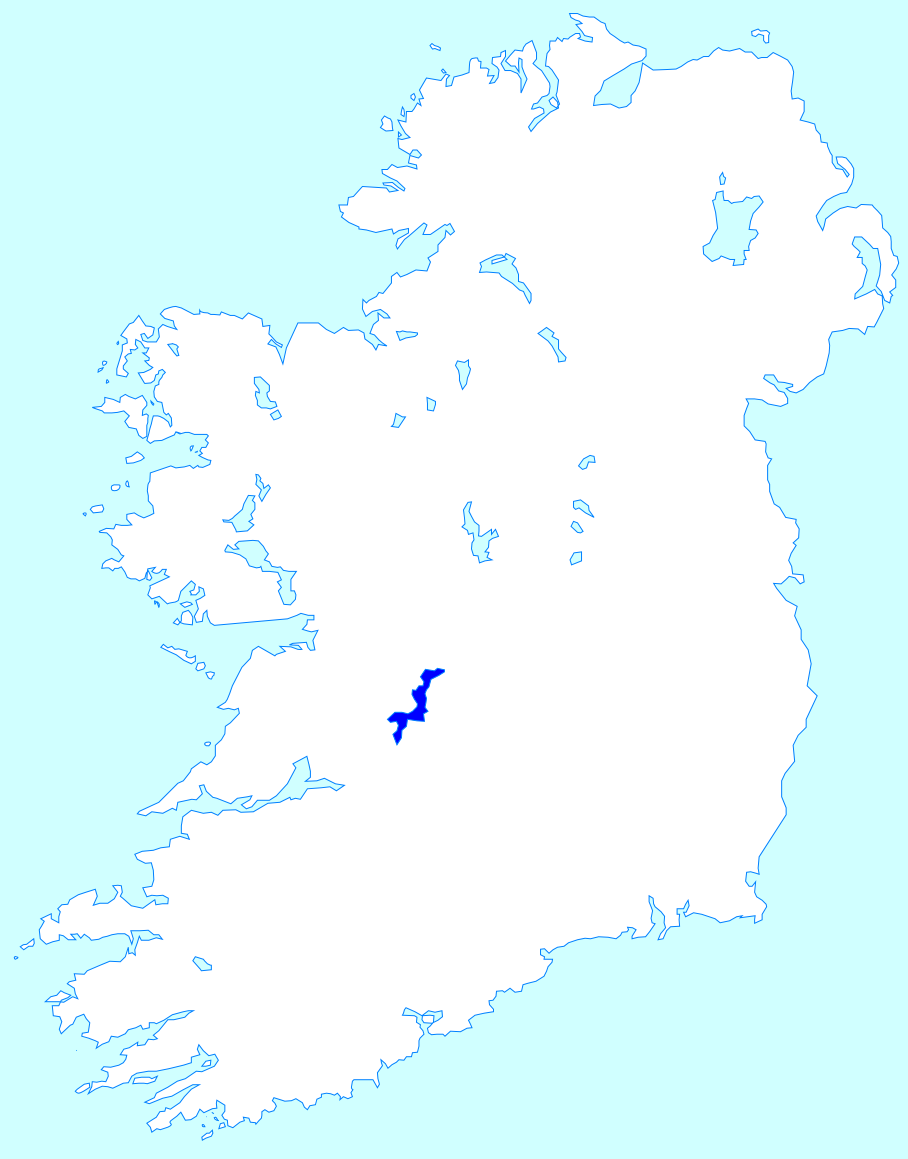
德格湖在愛爾蘭島的位置

愛爾蘭的第一長河香農河從北端注入德格湖，從南端流出。另一條尼納河流過城鎮尼納後從東方注入德格湖。德格湖的名稱來自於達格達，愛爾蘭神話中的主神。